# Cantuaria sinclairi
Cantuaria sinclairi är en spindelart som beskrevs av Forster 1968. Cantuaria sinclairi ingår i släktet Cantuaria och familjen Idiopidae. Inga underarter finns listade.